# (73362) 2002 KP5
(73362) 2002 KP5 – planetoida z pasa głównego asteroid okrążająca Słońce w ciągu 5,42 lat w średniej odległości 3,08 j.a. Odkryta 16 maja 2002 roku.